# ميدو مشاكل (فلم)
ميدو مشاكل فيلم كوميدي مصري من إنتاج عام 2003، شهد الفيلم نجومية العديد من ممثليه فكان أول بطولة مطلقة لأحمد حلمي، وأول فيلم تقوم المغنية شيرين عبد الوهاب بالتمثيل فيه، كذلك شهد نجومية رامز جلال ونشوى مصطفى في السينما، وكذلك المودل التونسية إيناس النجار التي انخرطت بالتمثيل بشكل احترافي بعد ذلك.

## قصة الفيلم
تدور أحداث الفيلم حول شاب يعمل في مجال تركيب الدش واسمه ميدو وهو طالب في معهد التكنولوجيا، والإليكترونيات السلكية واللاسلكية ومن كثرة ما يحدثه ميدو من مشاكل لأسرته وأصدقائه إلى أن يقع ميدو في مشكلة كبيرة جدا تنتهي بأنه لأول مرة يستطيع أن يتجاوزها، ويعبر منها بسلام بالتعاون مع أصدقائه.

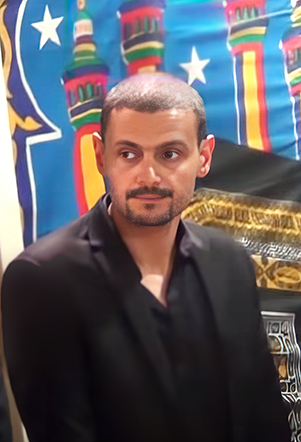
رامز جلال في دور رمزي

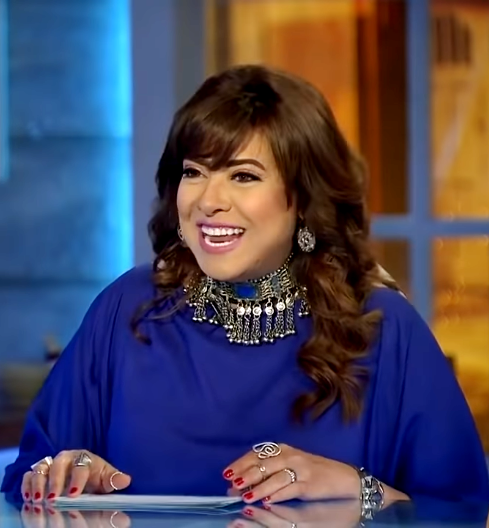
نشوى مصطفى في دور أخت ميدو

## بطولة
- أحمد حلمي
- شيرين عبد الوهاب
- حسن حسني
- رامز جلال
- محمد لطفي
- نشوى مصطفى
- حجاج عبد العظيم
- إيناس النجار
- خالد صالح
- رامي وحيد
- علاء مرسي
- محمود أبو زيد
- عبد الله مشرف
- سعيد طرابيك
- سليمان عيد
- يوسف فوزي
- أنور عبد المنعم

## فريق العمل
- إخراج: محمد النجار
- تأليف: أحمد عبد الله
- إنتاج: يوني كورن للإنتاج الفني، عرب سكرين للإنتاج الفني
- توزيع: الإخوة المتحدين للسينما
- مونتاج: معتز الكاتب
- موسيقى: نبيل علي ماهر
- مدير التصوير: أيمن أبو المكارم

## وصلات خارجية
- مقالات تستعمل روابط فنية بلا صلة مع ويكي بيانات
- صفحة الفيلم في قاعدة بيانات الأفلام العربية